# PATA Racing
Il team PATA Racing è una squadra motociclistica con sede in Italia.
Questa squadra trae origine dal team PATA B&G Racing, nato nel 2010 dall'unione del Guandalini Racing con il BRC Racing.
Nel suo primo anno partecipa al campionato mondiale Superbike con Jakub Smrž e nella Superstock 1000 FIM Cup con Lorenzo Baroni. Smrz inizia la stagione con la Ducati 1098R passando, dalla gara di Brno, alla guida dell'Aprilia RSV4 Factory, mentre Baroni corre sempre con la 1098R. Al termine dell'annata Smrz si posiziona tredicesimo nella classifica di campionato con 110 punti, collezionando con la 1098R ad inizio stagione molti ritiri, nella seconda parte il passaggio alla RSV4 lo rivitalizza in parte consentendogli di arrivare quarto in gara 1 al GP d'Italia ad Imola e di dare un piccolo contributo al titolo costruttori dell'Aprilia.
Nel 2011 un'altra fusione, questa volta fra il team DFX Corse ed il team BRC Racing, dà vita al PATA Racing che compete nel mondiale Superbike con Noriyuki Haga come unico pilota, che conclude la stagione 8º in classifica con 176 punti.
Per il 2012 il team non riconferma Haga ed ingaggia quindi l'esordiente Lorenzo Zanetti proveniente dalla Superstock 1000 FIM Cup.
Nelle ultime 4 gare il team Pata ingaggia Sylvain Guintoli che, lasciato libero dal team Effenbert - Liberty Racing, torna a guidare in SBK vincendo due gare e ottenendo tre podi. Con quest'ultima gara di Magny Cours il team Pata chiude definitivamente l'attività come team satellite.